# Felipe Felício
Felipe Felício Silva Reis, noto semplicemente come Felipe Felício (Belo Horizonte, 6 novembre 2002), è un calciatore brasiliano, attaccante del Paniōnios.

## Carriera
Cresciuto nel settore giovanile dell'Atlético Mineiro, debutta in prima squadra il 23 gennaio 2019 in occasione del match del Campionato Mineiro perso 1-0 contro il Tombense.

## Statistiche
Statistiche aggiornate al 10 dicembre 2021.

### Presenze e reti nei club
| Stagione        | Squadra          | Campionato      | Campionato | Campionato | Coppe nazionali | Coppe nazionali | Coppe nazionali | Coppe continentali | Coppe continentali | Coppe continentali | Altre coppe | Altre coppe | Altre coppe | Totale | Totale | Totale |
| Stagione        | Squadra          | Comp            | Pres       | Reti       | Comp            | Pres            | Reti            | Comp               | Pres               | Reti               | Comp        | Pres        | Reti        | Pres   | Reti   |        |
| --------------- | ---------------- | --------------- | ---------- | ---------- | --------------- | --------------- | --------------- | ------------------ | ------------------ | ------------------ | ----------- | ----------- | ----------- | ------ | ------ | ------ |
| 2019            | Atlético Mineiro | M1/MG+A         | 1+0        | 0          | CB              | 0               | 0               |                    | -                  | -                  |             | -           | -           | 1      | 0      |        |
| 2020            | Atlético Mineiro | M1/MG+A         | 0          | 0          | CB              | 0               | 0               | CS                 | 0                  | 0                  |             | -           | -           | 0      | 0      |        |
| 2021            | Atlético Mineiro | M1/MG+A         | 4+5        | 0          | CB              | 0               | 0               | CL                 | 0                  | 0                  |             | -           | -           | 9      | 0      |        |
| Totale carriera | Totale carriera  | Totale carriera | 10         | 0          |                 | 0               | 0               |                    | 0                  | 0                  |             | -           | -           | 10     | 0      |        |

## Palmarès

### Club

#### Competizioni statali
- Campionato Mineiro: 2

Atlético Mineiro: 2020, 2021

#### Competizioni nazionali
- Campionato brasiliano: 1

Atlético Mineiro: 2021
- Coppa del Brasile: 1

Atlético Mineiro: 2021
- Coppa d'Estonia: 1

Levadia Tallinn: 2023-2024